# Вознесенська церква (Лук'янівка)
Це́рква Вознесі́ння Госпо́днього (Свято-Вознесенська церква, Вознесенська церква, Вознесенська Старокиївська церква) — православний храм у Києві на Лук'янівці, по Львівській вулиці (нині вулиця Січових Стрільців), збудований впродовж 1863—1870 років (в деяких джерелах рік завершення будівництва — 1872) та зруйнований у 1930-ті роки. Розташовувалась у садибі між будинками № 44-48, яка примикала до території Покровського жіночого монастиря.

## Історія

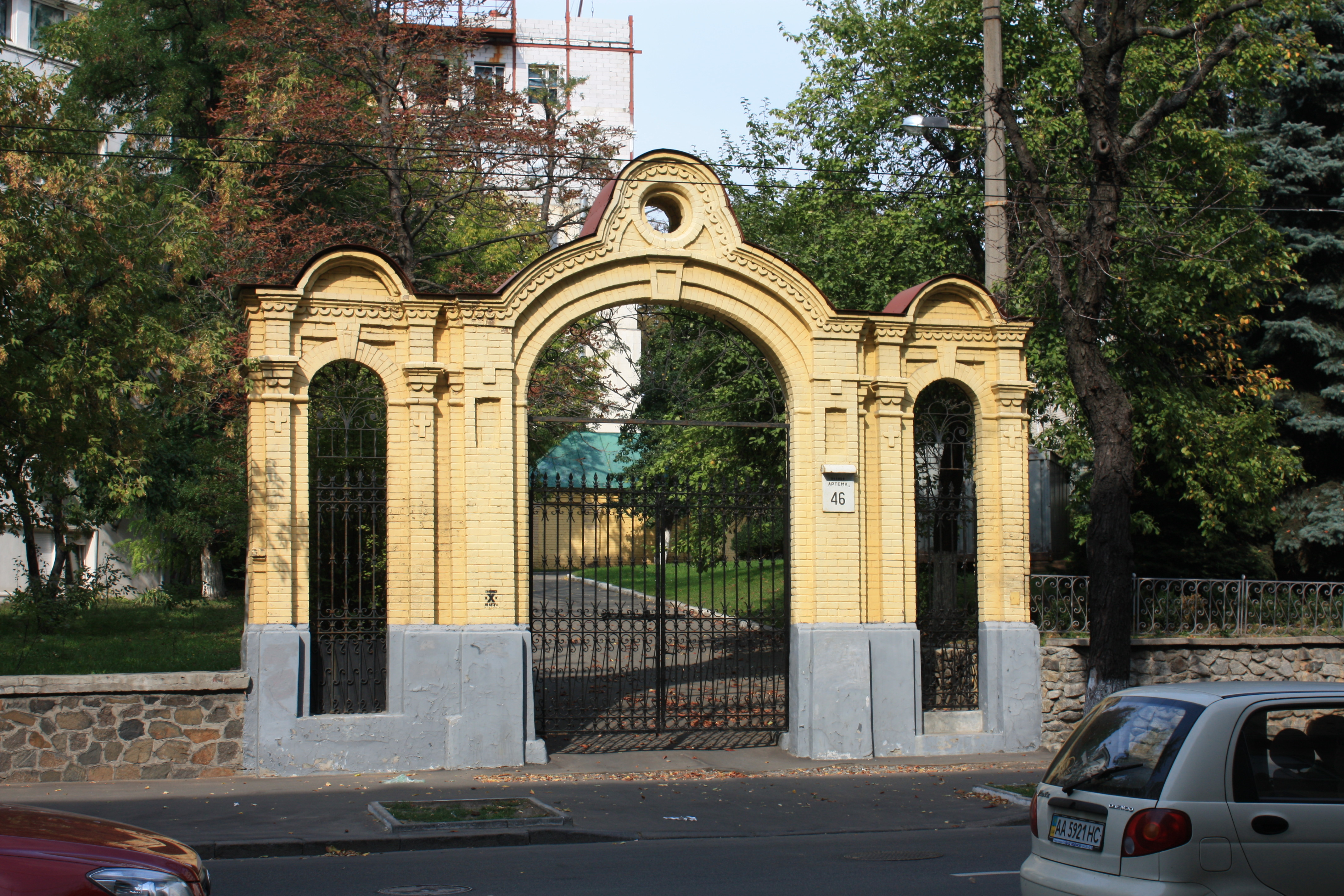
Брама Вознесенської церкви, сучасний вигляд

У XVIII — 2-й половині XIX ст. дерев'яна церква Вознесіння Господнього розташовувалася на Вознесенському узвозі, на ділянці між будівлею Національної академії образотворчого мистецтва і архітектури та будинком № 18.
З 1830-х років київські околиці Лук'янівка і Кудрявець стали стрімко забудовуватися, населення почало зростати, тому з'явилася потреба у нових храмах на місцях нової забудови. Після перепланування міста та упорядкування церковних парафій Вознесенська Кудрявська церква опинилася на краю своєї парафії, що створювало певні незручності для мешканців. Як наслідок, назріла необхідність облаштувати нову церкву за колишньою Житомирською заставою, на місці Кудрявського (Старокиївського) кладовища по вулиці Житомирській (сучасна вулиця Січових Стрільців), відкритого наприкінці XVIII століття за межами тогочасного міста і ліквідованого згідно проєкту реконструкції міста 1832 року. Первісно планувалося перенести на незабудовану ділянку кладовища стару дерев'яну Вознесенську церкву, але ріст населення вимагав більшого, просторішого храму. У 1862 році єпархіальний архітектор Павло Спарро розробив проєкт нової мурованої церкви Вознесіння, яка стала парафіяльним храмом для мешканців Львівської вулиці. Наріжний камінь заклали 9 травня 1863 року, але через брак коштів будівництво йшло повільно і завершилося лише 1872 року. Попри те, що новозбудована церква опинилася на території новоствореної Лук'янівської поліцейської дільниці, вона отримала назву Вознесенської Старокиївської, за одним із варіантів назви кладовища, де була зведена.
Близько 1898 року при церкві звели низку службових будинків, зокрема, сторожку біля брами. У 1908—1909 роках церкву значно розширили та прикрасили, зокрема, на бажання церковної громади добудували два бічних вівтарі. Під одним із них, освяченого в ім'я Івана Богослова, пізніше поховали міщанина Івана Жуліду, який пожертвував велику суму на перебудову церкви. Будівельними роботами керував архітектор В. Моцок, у процесі реконструкції були застосовані залізобетонні склепінчасті конструкції. Перебудова церкви супроводжувалася скандалом: проєкт перебудови склав на прохання парафії єпархіальний архітектор Євген Єрмаков, він швидко підготував і передав настоятелю церкви о. Миколі Клітину відповідні креслення, попрохавши за свою працю гонорар у сумі 400 рублів. Натомість, настоятель видав архітектору лише 50 рублів, мотивуючи це тим, що проєкт перебудови ще не погоджений з усіма інстанціями. Решту грошей Єрмаков так і не отримав, адже замовники заявили, що його проєкт відхилений і його послуги більше непотрібні. Насправді замовники запросили іншого спеціаліста — губернського архітектора В. Моцока, а при перебудові церкви використали саме проєкт Єрмакова із незначними змінами.
З часом при Вознесенській церкві, незважаючи на заборону з 1871 року здійснювати поховання біля культових споруд, виник стихійний церковний цвинтар, закритий наприкінці 1920-х років. Частина поховань була перенесена на Лук'янівське кладовище, а інша знищена. Серед знищених — поховання української письменниці Грицько Григоренко (Олександри Євгенівнки Судовщикової-Косач, дружини рідного брата Лесі Українки Михайла (Обачного)) і поета В. М. Отроковського.
У 1920-х роках, після встановлення в Києві радянської влади, Вознесенську церкву закрили. 30 червня 1931 року Народний комісаріат освіти дозволив Київській краєвій інспектурі охорони пам'яток культури знести, з-поміж інших культових споруд, і церкву Вознесіння. У середині 1930-х років храм і кладовище навколо знищили, сторожку при вході до церковної садиби розібрали лише у 1978 році. Від храмового комплексу зберіглася лише цегляна огорожа з брамою та ажурними ґратами.

## Настоятелі
Серед священиків церкви відомі, зокрема, настоятель отець Лаврентій Данилович Козловський і отець Павло Ілларіонович Старовойтенко, батько одного з голів Держплану УРСР, Івана Павловича Старовойтенка. Отець Павло деякий час працював тюремним священиком у розташованій поряд Київській губернській тюрмі, викладав Закон Божий у сусідній гімназії Жекуліної, де однією з його учениць стала Надія Хазіна, дружина Осипа Мандельштама. Під час репресій проти духовенства отець Павло зник безвісти наприкінці 1920-х — на початку 1930-х років.
Сповідні розписи, метричні книги і клірові відомості церкви (по 1919 рік) зберігаються в Центральному державному історичному архіві України, м. Київ (ЦДІАК України).

### Настоятелі до 1917 року
- Михайловський Кондрат Максимович (1801—1847)
- Михайловский Костянтин Кодратович (1847—1886) — помер 17 січня 1891 року у віці 77 років[23]
- настоятель церкви, священик Василь Феодорович Птіцин (1871—1886) — помер 11 лютого 1887 року від водяної хвороби у віці 54-х років[24];
- настоятель церкви, священик Микола Михайлович Клітін (1886—1912);
- настоятель церкви, священик Козловський Лаврентій Данилович (1913—1917).
  - священик Старовойтенко Павло Ілларіонович (1914)

## Опис
Спочатку Вознесенська церква була однобанною, із цибулястою цегляною (у первісному проєкті — дерев'яною) банею, бабинець увінчувала шатрова двоярусна дзвіниця. Центральна нава була у плані квадратна, до неї прилучалися притвор і три апсиди. Церква була декорована у спрощених формах російсько-візантійського стилю. Після реконструкції 1908—1909 років до церкви за рішенням громади додали два бічних вівтарі з апсидами обабіч центральної нави. Один з бічних вівтарів у жовтні 1909 року освятили на честь апостола і євангеліста Івана Богослова, інший — на честь святого Миколая. Завершення центрального об'єму з однобанного перетворили на п'ятибанний, також із цибулястими невеликими банями у російському стилі на круглих барабанах та невеликою маківкою над центральною апсидою. На північному та південному фасадах були прибудовані ґанки із шатровим завершенням. Стіни були декоровані цегляним декором у псевдоросійському стилі — лиштвами, кокошниками, кілеподібними сандриками тощо.
Церковну територію оточувала зведена наприкінці XIX — на початку XX століття цегляна огорожа із трипрогонною арковою брамою на високому цоколі, яка зберіглася після зруйнування церкви. Центральний проїзд брами завершений трилопатевим фронтоном з круглим віконцем, нижчі бічні хвіртки — напівкруглими фронтонами. Також збереглися ажурні металеві ґрати.

## Подальша доля садиби
У 1948 року на місці храму було зведено за проєктом архітектора Анатолія Добровольського невеликий двоповерховий особняк, що призначався для удови генерала Миколи Ватутіна, який помер і був похований у Києві. Проте вдова відмовилася жити в ньому і переїхала до Москви. Згодом в особняк переселився голова Спілки письменників України, драматург Олександр Корнійчук із дружиною, польською письменницею Вандою Василевською.